# Graeme Revell
Graeme Revell (* 23. Oktober 1955 in Auckland, Neuseeland) ist ein neuseeländischer Industrial-Pionier und Filmkomponist, der besonders in der Filmindustrie Hollywoods tätig ist.

## Biografie
Revell hatte eine klassische Musikausbildung (Klavier und Horn) und studierte Wirtschafts- und Politikwissenschaften.
1978 gründete er in Sydney, Australien (u. a. gemeinsam mit seiner späteren Frau Sinan) die stilbildende Industrial-Band SPK.
Nach der Auflösung von SPK Ende der 1980er Jahre begann er Musik für Filme zu schreiben und hat mittlerweile über 50 Soundtracks komponiert. Er komponiert auch Musik für Fernsehserien wie CSI.

## Auszeichnungen (Auswahl)
- 1994 war er für die Musik von Harte Ziele für einen Saturn Award nominiert.
- Insgesamt sechs Mal wurde er mit dem BMI Film Music Award ausgezeichnet, darunter 1995 für The Crow.
- Bei den Internationalen Filmfestspielen von Venedig 1997 gewann er den Preis für die beste Filmmusik für Chinese Box

## Soundtracks (Auswahl)
- 1989: Bangkok Hilton
- 1990: Fire Syndrome (Spontaneous Combustion)
- 1990: Chucky 2 – Die Mörderpuppe ist wieder da (Child’s Play 2)
- 1990: Psycho IV – The Beginning (Psycho IV – The Beginning)
- 1991: Bis ans Ende der Welt
- 1992: Die Hand an der Wiege (The Hand That Rocks the Cradle)
- 1992: Spuren von Rot (Traces of Red)
- 1993: Der Killer im System (Ghost in the Machine)
- 1993: Boxing Helena
- 1993: Body of Evidence
- 1993: Harte Ziele (Hard Target)
- 1994: Flucht aus Absolom (No Escape)
- 1994: The Crow – Die Krähe (The Crow)
- 1994: Street Fighter – Die entscheidende Schlacht (Street Fighter: The Movie)
- 1994: Jim Carroll – In den Straßen von New York (The Basketball Diaries)
- 1994: 36 Tage Terror (S.F.W.)
- 1995: Power Rangers – Der Film (Mighty Morphin Power Rangers: The Movie)
- 1995: Tank Girl
- 1995: Strange Days
- 1995: Blood Line (The Tie That Binds)
- 1996: Race the Sun – Im Wettlauf mit der Zeit (Race the Sun)
- 1996: From Dusk Till Dawn
- 1996: The Crow – Die Rache der Krähe (The Crow: City of Angels)
- 1996: Der Hexenclub (The Craft)
- 1996: Killer – Tagebuch eines Serienmörders (Killer: A Journal of Murder)
- 1996: Fled – Flucht nach Plan (Fled)
- 1997: The Saint – Der Mann ohne Namen (The Saint)
- 1997: Spawn
- 1997: Suicide Kings
- 1997: Chinese Box
- 1998: The Big Hit
- 1998: Phoenix – Blutige Stadt (Phoenix)
- 1998: Verhandlungssache (The Negotiator)
- 1998: Chucky und seine Braut (Bride of Chucky)
- 1999: Die Killerhand (Idle Hands)
- 2000: Pitch Black – Planet der Finsternis (Pitch Black)
- 2000: Titan A.E.
- 2000: Red Planet
- 2000: Dune – Der Wüstenplanet (Frank Herbert’s Dune)
- 2000: Tödliche Gerüchte (Gossip)
- 2001: Blow
- 2001: Human Nature – Die Krone der Schöpfung (Human Nature)
- 2001: Anne Frank (Anne Frank: The Whole Story)
- 2001: Lara Croft: Tomb Raider
- 2001: Die doppelte Nummer (Double Take)
- 2002: Collateral Damage – Zeit der Vergeltung (Collateral Damage)
- 2002: High Crimes – Im Netz der Lügen (High Crimes)
- 2002: Below
- 2002–2003: CSI: Miami (Fernsehserie)
- 2003: Daredevil
- 2003: Freddy vs. Jason
- 2003: Out of Time – Sein Gegner ist die Zeit (Out of Time)
- 2003: Open Water (Open Water – Who will save you?)
- 2004: Walking Tall – Auf eigene Faust (Walking Tall)
- 2004: Riddick: Chroniken eines Kriegers (The Chronicles of Riddick)
- 2005: Das Ende – Assault on Precinct 13 (Assault on Precinct 13)
- 2005: Sin City
- 2005: Die Abenteuer von Sharkboy und Lavagirl in 3-D (The Adventures of Sharkboy and Lavagirl in 3-D)
- 2005: Goal – Lebe deinen Traum (Goal! The Dream Begins)
- 2005: Harsh Times – Leben am Limit (Harsh Times)
- 2005: The Fog – Nebel des Grauens (The Fog)
- 2005: Æon Flux
- 2005: Call of Duty 2 (Videospiel)
- 2006: Man of the Year
- 2007: Die Todeskandidaten (The Condemned)
- 2007: Bordertown
- 2007: Darfur Now
- 2007: Planet Terror (Grindhouse: Planet Terror)
- 2008: Ruinen (The Ruins)
- 2008: Street Kings
- 2008: Ananas Express (Pineapple Express)
- 2008–2009: Eleventh Hour – Einsatz in letzter Sekunde (Eleventh Hour, Fernsehserie)
- 2009–2010: The Forgotten – Die Wahrheit stirbt nie (The Forgotten, Fernsehserie)
- 2009–2010: Dark Blue (Fernsehserie)
- 2010: Unthinkable – Der Preis der Wahrheit (Unthinkable)
- 2010: The Experiment
- 2011: Shark Night 3D
- 2012: The River (Fernsehserie)
- 2013: Riddick: Überleben ist seine Rache (Riddick)
- 2014–2015: Gotham (Fernsehserie)